# Narriman Sadek
Narriman Sadek (31. října 1933 – 16. února 2005) byla dcera Hussaina Fahmi Sadeka Beye (egyptský guvernér) a jeho manželky Asily Kamil. Byla druhou manželkou krále Farúka I. a poslední královnou Egypta.

## Setkání s králem
Král Farúk se se svou první manželkou Faridou rozvedl v roce 1948 po deset let trvajícím manželství, z kterého vzešli tři dcery, ale žádný mužský následník. To byl jeden z důvodů pro rozvod, jelikož lid přestával věřit v budoucnost dynastie a byla potřeba zplodit syna. 

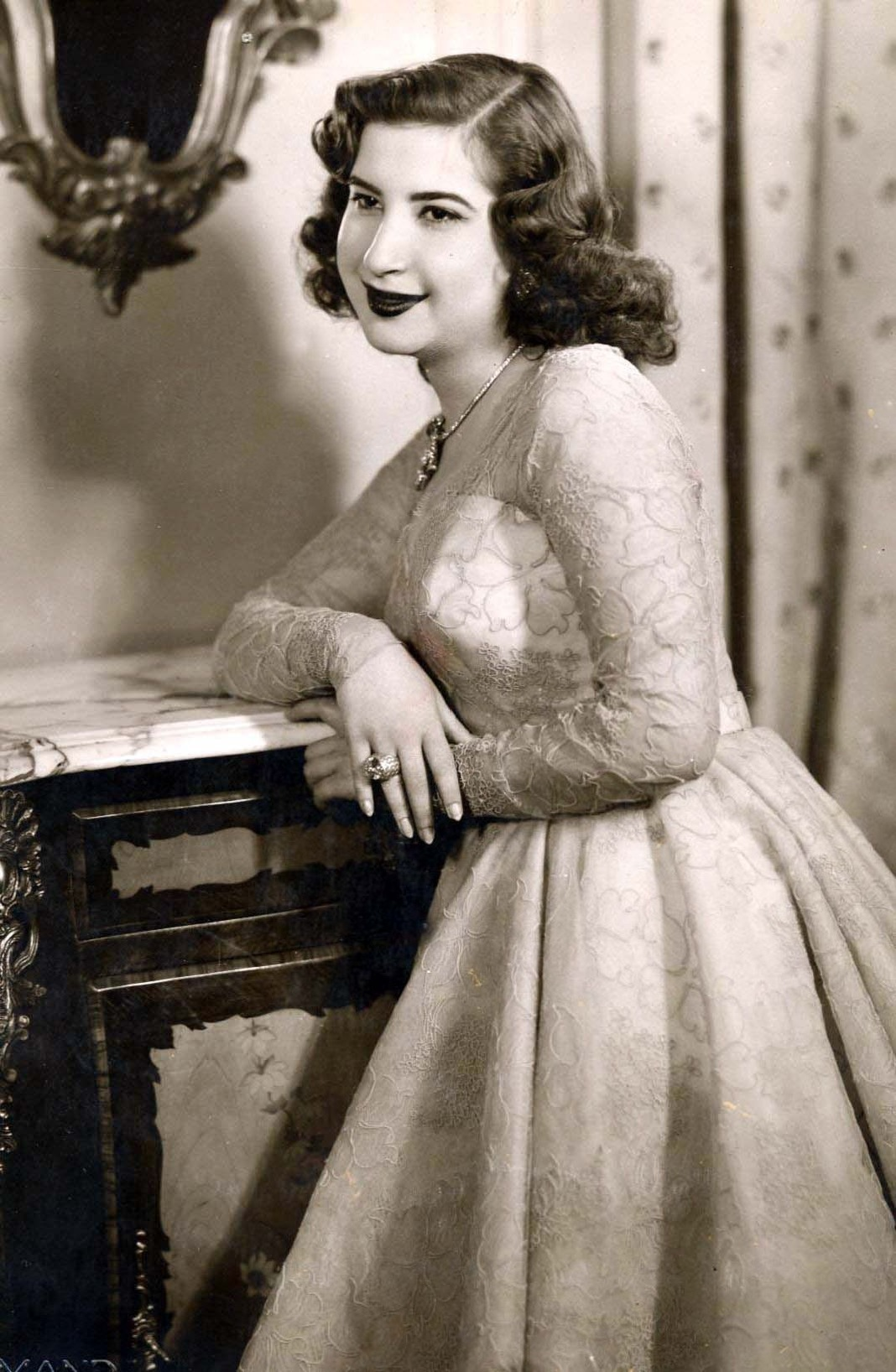
Narriman několik dní před svatbou, která se konala v paláci Abdeen dne 6. května 1951

### Manželství s králem Farúkem
Známá jako Popelka Nilu díky tomu, že pocházela ze střední vrstvy, byla vybrána jako jedna z možných manželek pro dynastii. Zrušila své předešlé zásnuby s doktorem z Harvardu Zaki Hashem a odjela do Říma učit se královským zvyklostem. V Římě skrývala svou identitu guvernérovy neteře, aby nevzbuzovala pozornost. Při pobytu zde studovala historii, etiketu a čtyři evropské jazyky. Poté se se slávou vracela do Egypta. V květnu 1951 ve věku sedmnácti let byla provdána za krále Farúka a stala se tak egyptskou královnou. Svatba byla velkolepá a extravagantní. Nariman měla šaty posázené dvaceti tisíci diamanty a obdržela velmi hodnotné dary. Všechny byly ze zlata a nebo byly alespoň pozlaceny. 
V lednu 1952 Narriman porodila své jediného syna, prince Ahmeda Fuada. Později téhož roku Farúk abdikoval během egyptské revoluce. Byl nahrazen svým synem, který nastoupil na trůn jako král Fuad II. Fuadova vláda ale netrvala dlouho, jelikož se Egypt stal republikou. 

## Rozvod
Po abdikaci Farúka odešla královská rodina v září 1953  do exilu (odpluli na královské jachtě El-Mahrousa). Narriman znuděná všemi těmi povinnostmi, životním stylem a Farúkovou nadřazeností, se vrátila se svou matkou zpět do Egypta jako uprchlík. S Farúkem se rozvedla v únoru 1954. 
V květnu 1954 se znovu provdala za Adhama al-Nakiba z Alexandrie, který byl Farúkovým osobním trenérem. Měli spolu syna Akrama, avšak v roce 1961 se také rozvedli.
V roce 1967 se provdala za Ismaila Fahmiho, dalšího trenéra a doktora. Žila na okraji Káhiry v oblasti Heliopolis až do své smrti. 

## Smrt
Nariman zemřela v únoru 2005 v nemocnici Dar al-Fouad v Káhiře po mozkové mrtvici. V posledních letech svého života žila v apartmánu v Heliopolis společně se svým manželem Fahmim.

## Vyznamenání
- nejvyšší třída Řádu ctností – Egyptské království, 5. května 1951[1]